# Torka aldrig tårar utan handskar
Torka aldrig tårar utan handskar är en romantrilogi skriven av Jonas Gardell. Den första delen, Kärleken, utkom 20 juli 2012 och den andra delen, Sjukdomen, utkom 2 januari 2013. Den sista delen, Döden, utkom hösten samma år.
Böckerna handlar om 1980-talets HIV-epidemi. Gardell sade i en intervju med SVT:s Kulturnyheterna:
| ” | Jag var ung och för första gången i historien var vi på väg att erövra en frihet. Bara några år tidigare hade vi ockuperat Socialstyrelsen och fått bort sjukdomsstämpeln. Jag menar, jag är född sjuk... Och så kommer de här ryktena - vi trodde ju inte på dem från början. Rykten om det som kallades bögpest. | „ |
| – | |   |

I oktober 2012 blev trilogin till en dramaserie i SVT. Romanen har inslag av dokumentär men med fingerade namn på många av huvudpersonerna och vissa personer i romanen är påhittade eller sammansatta av flera verkliga personer från författarens bekantskapskrets.

## Tre delar

### 1. Kärleken
Kärleken är den första delen i Jonas Gardells romantrilogi Torka aldrig tårar utan handskar. Boken handlar om hur den unge, homosexuelle Rasmus lämnar Koppom för att börja på Solbergagymnasiet i Arvika, och senare flyttar till Stockholm, men också om Benjamin som är Jehovas vittne och knackar dörr för att predika om Gud, och en dag ringer på hos Paul, "den varmaste, roligaste och bitchigaste bögen Gud någonsin skapat".
Romanen, som publicerades av Norstedts förlag, utgavs 2012.

### 2. Sjukdomen
Sjukdomen är den andra delen i Jonas Gardells romantrilogi Torka aldrig tårar utan handskar. 
Romanen, som publicerades av Norstedts förlag, utgavs 2013.

### 3. Döden
Döden är den tredje och sista delen i Jonas Gardells romantrilogi Torka aldrig tårar utan handskar. Romanen utkom under hösten 2013.